# Cladonia latiloba
Cladonia latiloba är en lavart som beskrevs av Ahti & Marcelli. Cladonia latiloba ingår i släktet Cladonia och familjen Cladoniaceae.   Inga underarter finns listade i Catalogue of Life.